# Schwanau
Schwanau è un comune tedesco di 7 235 abitanti, situato nel land del Baden-Württemberg.